# Aphonopelma duplex
Aphonopelma duplex là một loài nhện trong họ Theraphosidae.
Loài này thuộc chi Aphonopelma. Aphonopelma duplex được Ralph Vary Chamberlin miêu tả khoa học vào năm 1925.